# Anuppur (distrikt)
Anuppur är ett distrikt i Indien.   Det ligger i delstaten Madhya Pradesh, i den centrala delen av landet, 800 km sydost om huvudstaden New Delhi.